# Europees kampioenschap voetbal onder 18 - 1988 (kwalificatie)
De kwalificatie voor het Europees kampioenschap voetbal voor mannen onder 18 jaar van 1988 werd gespeeld tussen 1 oktober 1986 en 25 mei 1988. Er zouden in totaal acht landen kwalificeren voor het eindtoernooi dat in juli 1988 heeft plaatsgevonden in Tsjecho-Slowakije. Dat land heeft ook deelgenomen aan dit kwalificatietoernooi. In totaal deden er 32 landen van de UEFA mee.

## Gekwalificeerde landen
| # | Land                           | Gekwalificeerd als |
| - | ------------------------------ | ------------------ |
| 1 | Portugal                       | Winnaar groep 1    |
| 2 | Spanje                         | Winnaar groep 2    |
| 3 | Noorwegen                      | Winnaar groep 3    |
| 4 | Denemarken                     | Winnaar groep 4    |
| 5 | Duitse Democratische Republiek | Winnaar groep 5    |
| 6 | Sovjet-Unie                    | Winnaar groep 6    |
| 7 | Nederland                      | Winnaar groep 7    |
| 8 | Tsjecho-Slowakije              | Winnaar groep 8    |

## Groepen en wedstrijden

### Groep 1
De wedstrijden werden gespeeld tussen 26 november 1986 en 11 mei 1988.
| Pos | Team           | Wed | W | G | V | Ptn | DV | DT | +/− | Kwalificatie                      |     | POR | FRG | FRA | SUI |
| --- | -------------- | --- | - | - | - | --- | -- | -- | --- | --------------------------------- | --- | --- | --- | --- | --- |
| 1   | Portugal       | 6   | 3 | 3 | 0 | 9   | 8  | 3  | +5  | Geplaatst voor het hoofdtoernooi. |     | —   | 0–0 | 2–0 | 1–0 |
| 2   | West-Duitsland | 6   | 3 | 2 | 1 | 8   | 11 | 6  | +5  |                                   |     | 3–3 | —   | 1–0 | 3–1 |
| 3   | Frankrijk      | 6   | 2 | 2 | 2 | 6   | 6  | 5  | +1  |                                   | 0–0 | 2–1 | —   | 3–0 |     |
| 4   | Zwitserland    | 6   | 0 | 1 | 5 | 1   | 2  | 13 | −11 |                                   | 0–2 | 0–3 | 1–1 | —   |     |

### Groep 2
De wedstrijden werden gespeeld tussen 26 november 1986 en 6 april 1988.
| Pos | Team      | Wed | W | G | V | Ptn | DV | DT | +/− | Kwalificatie                      |     | ESP | ITA | LUX | MLT |
| --- | --------- | --- | - | - | - | --- | -- | -- | --- | --------------------------------- | --- | --- | --- | --- | --- |
| 1   | Spanje    | 6   | 6 | 0 | 0 | 12  | 21 | 0  | +21 | Geplaatst voor het hoofdtoernooi. |     | —   | 1–0 | 7–0 | 6–0 |
| 2   | Italië    | 6   | 3 | 1 | 2 | 7   | 15 | 3  | +12 |                                   |     | 0–1 | —   | 6–0 | 4–0 |
| 3   | Luxemburg | 6   | 1 | 2 | 3 | 4   | 5  | 21 | −16 |                                   | 0–4 | 1–1 | —   | 2–1 |     |
| 4   | Malta     | 6   | 0 | 1 | 5 | 1   | 3  | 20 | −17 |                                   | 0–2 | 0–4 | 2–2 | —   |     |

### Groep 3
De wedstrijden werden gespeeld tussen 22 oktober 1986 en 23 februari 1988.
| Pos | Team          | Wed | W | G | V | Ptn | DV | DT | +/− | Kwalificatie                      |     | NOR | SCO | WAL | NIR |
| --- | ------------- | --- | - | - | - | --- | -- | -- | --- | --------------------------------- | --- | --- | --- | --- | --- |
| 1   | Noorwegen     | 6   | 4 | 2 | 0 | 10  | 14 | 4  | +10 | Geplaatst voor het hoofdtoernooi. |     | —   | 0–0 | 2–2 | 5–1 |
| 2   | Schotland     | 6   | 2 | 3 | 1 | 7   | 9  | 8  | +1  |                                   |     | 1–3 | —   | 1–1 | 2–2 |
| 3   | Wales         | 6   | 1 | 2 | 3 | 4   | 8  | 13 | −5  |                                   | 0–2 | 2–3 | —   | 1–4 |     |
| 4   | Noord-Ierland | 6   | 1 | 1 | 4 | 3   | 8  | 14 | −6  |                                   | 0–2 | 0–2 | 1–2 | —   |     |

### Groep 4
De wedstrijden werden gespeeld tussen 26 november 1986 en 11 mei 1988.
| Pos | Team       | Wed | W | G | V | Ptn | DV | DT | +/− | Kwalificatie                      |     | DEN | POL | BEL | ISL |
| --- | ---------- | --- | - | - | - | --- | -- | -- | --- | --------------------------------- | --- | --- | --- | --- | --- |
| 1   | Denemarken | 6   | 3 | 2 | 1 | 8   | 9  | 4  | +5  | Geplaatst voor het hoofdtoernooi. |     | —   | 2–0 | 3–0 | 1–1 |
| 2   | Polen      | 6   | 3 | 1 | 2 | 7   | 7  | 6  | +1  |                                   |     | 2–0 | —   | 1–2 | 0–0 |
| 3   | België     | 6   | 2 | 1 | 3 | 5   | 6  | 10 | −4  |                                   | 1–1 | 0–1 | —   | 0–2 |     |
| 4   | IJsland    | 6   | 1 | 2 | 3 | 4   | 7  | 9  | −2  |                                   | 0–2 | 2–3 | 2–3 | —   |     |

### Groep 5
De wedstrijden werden gespeeld tussen 1 oktober 1986 en 14 mei 1988.
| Pos | Team                           | Wed | W | G | V | Ptn | DV | DT | +/− | Kwalificatie                      |     | GDR | SWE | IRL | FIN |
| --- | ------------------------------ | --- | - | - | - | --- | -- | -- | --- | --------------------------------- | --- | --- | --- | --- | --- |
| 1   | Duitse Democratische Republiek | 6   | 3 | 3 | 0 | 9   | 13 | 3  | +10 | Geplaatst voor het hoofdtoernooi. |     | —   | 2–2 | 4–0 | 0–0 |
| 2   | Zweden                         | 6   | 2 | 3 | 1 | 7   | 10 | 10 | 0   |                                   |     | 1–4 | —   | 1–0 | 1–1 |
| 3   | Ierland                        | 6   | 1 | 3 | 2 | 5   | 4  | 8  | −4  |                                   | 0–0 | 2–2 | —   | 1–1 |     |
| 4   | Finland                        | 6   | 0 | 3 | 3 | 3   | 3  | 9  | −6  |                                   | 0–3 | 1–3 | 0–1 | —   |     |

### Groep 6
De wedstrijden werden gespeeld tussen 13 mei 1987 en 14 mei 1988.
| Pos | Team        | Wed | W | G | V | Ptn | DV | DT | +/− | Kwalificatie                      |     | URS | ROU | TUR | AUT |
| --- | ----------- | --- | - | - | - | --- | -- | -- | --- | --------------------------------- | --- | --- | --- | --- | --- |
| 1   | Sovjet-Unie | 6   | 4 | 1 | 1 | 9   | 15 | 6  | +9  | Geplaatst voor het hoofdtoernooi. |     | —   | 2–0 | 7–1 | 3–0 |
| 2   | Roemenië    | 6   | 3 | 1 | 2 | 7   | 12 | 9  | +3  |                                   |     | 4–1 | —   | 3–1 | 2–1 |
| 3   | Turkije     | 6   | 2 | 1 | 3 | 5   | 9  | 16 | −7  |                                   | 0–1 | 3–2 | —   | 1–1 |     |
| 4   | Oostenrijk  | 6   | 0 | 3 | 3 | 3   | 6  | 11 | −5  |                                   | 1–1 | 1–1 | 2–3 | —   |     |

### Groep 7
De wedstrijden werden gespeeld tussen 31 maart 1987 en 25 mei 1988.
| Pos | Team      | Wed | W | G | V | Ptn | DV | DT | +/− | Kwalificatie                      |     | NED | BUL | HUN | ALB |
| --- | --------- | --- | - | - | - | --- | -- | -- | --- | --------------------------------- | --- | --- | --- | --- | --- |
| 1   | Nederland | 6   | 2 | 3 | 1 | 7   | 5  | 3  | +2  | Geplaatst voor het hoofdtoernooi. |     | —   | 1–1 | 0–0 | 2–0 |
| 2   | Bulgarije | 6   | 3 | 1 | 2 | 7   | 11 | 10 | +1  |                                   |     | 1–0 | —   | 4–1 | 4–0 |
| 3   | Hongarije | 6   | 2 | 1 | 3 | 5   | 11 | 7  | +4  |                                   | 0–1 | 7–1 | —   | 3–0 |     |
| 4   | Albanië   | 6   | 2 | 1 | 3 | 5   | 3  | 10 | −7  |                                   | 1–1 | 1–0 | 1–0 | —   |     |

### Groep 8
De wedstrijden werden gespeeld tussen 1 april 1987 en 27 april 1988.
| Pos | Team              | Wed | W | G | V | Ptn | DV | DT | +/− | Kwalificatie                      |     | TCH | YUG | CYP | GRE |
| --- | ----------------- | --- | - | - | - | --- | -- | -- | --- | --------------------------------- | --- | --- | --- | --- | --- |
| 1   | Tsjecho-Slowakije | 6   | 5 | 1 | 0 | 11  | 11 | 2  | +9  | Geplaatst voor het hoofdtoernooi. |     | —   | 1–0 | 5–1 | 2–0 |
| 2   | Joegoslavië       | 6   | 4 | 0 | 2 | 8   | 15 | 5  | +10 |                                   |     | 1–2 | —   | 5–0 | 4–0 |
| 3   | Cyprus            | 6   | 2 | 1 | 3 | 5   | 5  | 14 | −9  |                                   | 0–0 | 1–3 | —   | 1–0 |     |
| 4   | Griekenland       | 6   | 0 | 0 | 6 | 0   | 2  | 12 | −10 |                                   | 0–1 | 1–2 | 1–2 | —   |     |